# پیام‌رسانی پاراکراین

نمایی از مسیرهای ترارسانی پیام.

پیام‌رسانی پاراکِراین یا پیرامون‌ریز (به انگلیسی: Paracrine Signaling)، گونه‌ای از پیام‌رسانی یاخته‌ای است که در آن یک یاخته، مولکول‌های پیام‌رسان (مانند سیتوکین‌ها، فاکتورهای رشد یا نوروترانسمیترها) را به فضای برون‌یاخته‌ای ترشح می‌کند. این مولکول‌ها از راه پخش در محیط پیرامون، بر یاخته‌های مجاور که گیرنده‌های اختصاصی این مولکول‌ها را دارند، اثر می‌گذارند و باعث دگرگونی در رفتار یا کارکرد آن‌ها می‌شوند.

## سازوکار
در پیام‌رسانی پاراکراین، یاختۀ پیام‌رسان، مولکول‌های پیام‌رسان (لیگاندها) را به فضای برون‌یاخته‌ای آزاد می‌کند. این مولکول‌ها به دلیل فاصلۀ کوتاه، معمولاً از راه پخشِ غیرفعال به یاخته‌های هدف مجاور می‌رسند. یاخته‌های هدف دارای گیرنده‌های غشایی یا درون‌یاخته‌ای اختصاصی هستند که پس از اتصال لیگاند، آبشارهای ترارسانی پیام را فعال می‌کنند. این فرایند ممکن است منجر به دگرگونی‌های سریع (مانند باز شدن کانال یونی) یا دگرگونی‌های طولانی‌مدت (مانند تنظیم بیان ژن) شود.

## نمونه‌های کلیدی
- نورون‌ها: ترشح استیل کولین در سیناپس‌های عصبی-ماهیچه‌ای.[۳]
- ماست‌سل‌ها: آزادسازی هیستامین در پاسخ به التهاب که باعث گشاد شدن رگ‌های خونی مجاور می‌شود.[۴]
- فاکتورهای رشد: ترشح فاکتور رشد اپیدرمی (EGF) توسط یاخته‌های اپیتلیال برای برانگیختن تکثیر یاخته‌های همسایه.

## دگرسانی با سایر گونه‌های پیام‌رسانی
- پیام‌رسانی خودریز: یاختۀ پیام‌رسان، خود گیرندۀ مولکول پیام‌رسان را دارد.
- پیام‌رسانی درون‌ریز: مولکول‌های پیام‌رسان (هورمون‌ها) از راه گردش خون به یاخته‌های دوردست ترارسانی می‌شوند.
- پیام‌رسانی جوکستاکراین: تماس مستقیم میان یاخته‌ها از راه پیوستگاه‌های شکافی یا مولکول‌های سطحی.

## اهمیت فیزیولوژیک و بالینی
پیام‌رسانی پاراکراین در فرایندهای پرشماری نقش دارد:  
- تکوین رویانی: سازماندهی الگوهای بافتی توسط فاکتورهایی مانند هِج‌هاگ (Hedgehog).[۵]
- ترمیم زخم: فاکتورهای رشد مانند PDGF باعث جذب فیبروبلاست‌ها به محل آسیب می‌شوند.
- سرطان: برخی تومورها با ترشح فاکتورهای پاراکراین، رشد یاخته‌های مجاور را تحریک یا مهار می‌کنند.[۶]

## تنظیم پیام‌رسانی پاراکراین
کنترل این سیستم به روش‌های زیر انجام می‌شود:  
- مهار انتشار: مولکول‌هایی مانند آنزیم‌های تجزیه‌کننده (مثلاً استیل کولین استراز).
- بازخورد منفی: گیرنده‌های مهارکننده پس از فعال‌شدن، پیام را خاموش می‌کنند.
- محدودیت نیمه‌عمر: مولکول‌های پیام‌رسان به سرعت تخریب می‌شوند تا اثر موضعی باقی بماند.